# Lillesjön (Halna socken, Västergötland)
Lillesjön är en sjö i Töreboda kommun i Västergötland och ingår i Motala ströms huvudavrinningsområde.